# Сергеевка (Тюкалинский район)
Сергеевка — деревня в Тюкалинском районе Омской области. Входит в состав Троицкого сельского поселения.

## История
Основана в 1920 г. В 1928 году хутор Сергеевский состоял из 2 хозяйств, основное население — латыши. В составе Афонинского сельсовета Тюкалинского района Омского округа Сибирского края.

## Население
| 1926 | 2010 |
| ---- | ---- |
| 4    | ↗53  |